# Ross 248
Ross 248 este o stea din constelația Andromeda. A fost catalogată pentru prima dată în 1926 de către astronomul american Frank Elmore Ross.